# 大欖女懲教所
大欖女懲教所（英語：Tai Lam Centre for Women）是香港懲教署轄下的一所高度設防的懲教所，位于新界屯門區大欖涌道110號，於1969年投入服務，主要用作關押女性成年犯人（主要是刑期較長甚至終身監禁的）、還押犯人及戒毒所所員。

## 歷史
1969年，荔枝角女子監獄遷往大欖涌，並易名為大欖女懲教所，於9月投入服務，建築費335萬。
1971年4月12日，一名女獄警被5名女監犯集體襲擊至重傷死亡。
保安局指出，自2012年過去5年，大欖女懲教所平均在囚人口為464人，遠遠超出263人的可以收容名額，所內環境十分擠迫、設施亦已經老化，是故有重新興建的迫切性。懲教署計劃動用9.4億港元重新興建大欖女懲教所部份建築，於2014年年底竣工。由於懲教所鄰近郊野公園，是故設計更加需要加強配合環境保護，亦希望建築物可以營造人性化的管理目標。

## 著名女囚犯
- 陳學殷－陳學殷由囚車被送往大欖女懲教所收押
- Nancy Kissel（英语：Murder of Robert Kissel）[4]
- 白韻琴[5]
- 周庭[6]
- 孔敏儀[7]－岑浩賢（賢仔）的繼母，主謀策劃2005年轟動全港的梨木樹邨買兇斬傷繼子案
- 王青霞[8]
- 鄒幸彤[9]

## 相關參見
- 大欖懲教所